# Abdi Hakin Ulad
Abdi Hakin Ulad (ur. 14 czerwca 1991) – duński lekkoatleta somalijskiego pochodzenia, specjalizujący się w biegach długodystansowych.
W 2013 zdobył brąz w biegu na 10 000 metrów podczas młodzieżowych mistrzostw Europy w Tampere. Medalista mistrzostw Danii.

## Osiągnięcia
| Rok  | Impreza                                   | Miejsce        | Konkurencja           | Pozycja     | Wynik    |
| ---- | ----------------------------------------- | -------------- | --------------------- | ----------- | -------- |
| 2011 | Mistrzostwa Europy w biegach przełajowych | Velenje        | bieg młodzieżowców    | 29. miejsce | 24:20    |
| 2012 | Puchar Europy w biegu na 10 000 metrów    | Bilbao         | bieg na 10 000 metrów | 1. miejsce  | 28:57,06 |
| 2012 | Mistrzostwa świata w półmaratonie         | Kawarna        | indywidualnie         | 44. miejsce | 1:06:53  |
| 2012 | Mistrzostwa Europy w biegach przełajowych | Budapeszt      | bieg młodzieżowców    | 11. miejsce | 25:04    |
| 2013 | Młodzieżowe mistrzostwa Europy            | Tampere        | bieg na 10 000 metrów | 3. miejsce  | 29:44,78 |
| 2014 | Mistrzostwa świata w półmaratonie         | Kopenhaga      | półmaraton            | 34. miejsce | 62:24    |
| 2014 | Mistrzostwa Europy                        | Zurych         | bieg na 10 000 metrów | 15. miejsce | 29:50,67 |
| 2014 | Mistrzostwa Europy w biegach przełajowych | Samokow        | bieg seniorów         | 59. miejsce | 35:44    |
| 2015 | Mistrzostwa Europy w biegach przełajowych | Hyères         | bieg seniorów         | 11. miejsce | 30:28    |
| 2016 | Mistrzostwa Europy                        | Amsterdam      | półmaraton            | 5. miejsce  | 1:03:22  |
| 2016 | Igrzyska olimpijskie                      | Rio de Janeiro | maraton               | 35. miejsce | 2:17:06  |
| 2016 | Mistrzostwa Europy w biegach przełajowych | Chia           | bieg seniorów         | 12. miejsce | 28:37    |
| 2017 | Mistrzostwa Świata                        | Londyn         | maraton               | 13. miejsce | 2:14:22  |
| 2018 | Mistrzostwa świata w półmaratonie         | Walencja       | półmaraton            | 29. miejsce | 1:02:15  |
| 2018 | Mistrzostwa Europy                        | Berlin         | maraton               | –           | DNF      |
| 2022 | Mistrzostwa Europy                        | Monachium      | maraton               | 27. miejsce | 2:16:41  |
| 2022 | Mistrzostwa Europy                        | Monachium      | maraton drużynowo     | 11. miejsce | 7:05:19  |

## Rekordy życiowe
- Bieg na 3000 metrów (stadion) – 8:03,79 (2012)
- Bieg na 3000 metrów (hala) – 8:07,36 (2012)
- Bieg na 5000 metrów – 13:56,64 (2013)
- Bieg na 10 000 metrów – 28:39,14 (2014)
- Półmaraton – 1:02:15 (2018)
- Maraton – 2:14:03 (2016)